# Garypus saxicola
Espèce
Synonymes
- Garypus dubius Navás, 1925

Garypus saxicola est une espèce de pseudoscorpions de la famille des Garypidae.

## Distribution
Cette espèce se rencontre en Espagne et au Portugal.

## Liste des sous-espèces
Selon Pseudoscorpions of the World (version 3.0) :
- Garypus saxicola salvagensis Helversen, 1965 des îles Selvagens
- Garypus saxicola saxicola Waterhouse, 1878

## Publications originales
- Waterhouse, 1878 : Description of a new species of Chernetidae (Pseudoscorpionidae) from Spain. Transactions of the Entomological Society of London, vol. 26, p. 181-182 (texte intégral).
- Helversen, 1965 : Scientific expedition to the Salvage Islands, July 1963. VI. Einige Pseudoskorpione von den Ilhas Selvagens. Boletim do Museu Municipal do Funchal, vol. 19, p. 95-103 (texte intégral).